# Солёное (озеро, Краснодарский край)
Солёное (устар. Бугазское) — небольшое солёное озеро, расположенное на южном берегу Таманского полуострова в Темрюкском районе Краснодарского края. Солёность озера достигает 400 промилле, что делает его одним из самых солёных озёр Краснодарского края. Находится на территории посёлка Веселовка Новотаманского сельского поселения, между Бугазским лиманом и мысом Железный Рог, в 15 км к юго-востоку от Тамани.
Относится к Кубанскому бассейновому округу. Площадь — 3,1 км².
От Чёрного моря отделено пересыпью (северная часть Анапской пересыпи).
Из-за интенсивного испарения к концу лета озеро полностью высыхает и покрывается тонкой солевой коркой. Наполнение озера происходит в осенне-зимний период за счет поверхностного стока и атмосферных осадков, а также морской воды, которая во время штормов перехлестывает пересыпь.
В прошлом озеро было частью Кубанского лимана, а после его распада, среди прочих, от него отделился лиман Бугазский, из которого, в промежутке между 1850 и 1912 гг., и выделилось озеро Солёное, изначально носившее название Бугазское.
Белый квадрат-кристалл на флаге Новотаманского сельского поселения символизирует соль, которая раньше добывалась на озере.